# Cyklonen Sidr
Cyklonen Sidr (JTWC-betegnelse: 06B) er en storm der fandt sted fra den 15. -16. november 2007 i den nordlige del af det Indiske Ocean. Den brød ud mm morgenen den 15. november og raste med en styrke på 250 km/t, men med stød helt op til 305 km/t. Dette har kategoriseret den som en tropisk cyklon i kategori 4 på Saffir-Simpson-skalaen. Man opdagede den den 11. november, da et område med urolig vejr blev opgraderet til et lavtryk 11. november og deretter til cyklonstormen Sidr næste dag. Cyklonens kraft øgedes voldsomt i styrke på vej ind over den Bengalske Bugt. Cyklonen har forårsaget store evakueringer i Bangladesh; over 40.000 frivillige hjalp til med at evakuere tusinder fra kystområder, hvor havvandet steg dramatisk. Derudover blev omkring 650.000 mennesker evakueret fra landsbyer i risikozonen. Enkelte kilder angiver, at over 3.100 er omkommet som følge af Cyklonen. Dette tal venstes at stige, eftersom man rydder op efter ødelæggelsersen.

## Følger af cyklonen
Den store nedbør der fulgte med Cyklonen førte til oversvømmeler i hovedstaden Dhaka den 15. november. Vinden skulle eftersigende have vært så kraftig at reklameskilte fløj rundt i gaderne samtidig med, at hele huse blev revet op. I kystdistriktene Barguna, Bagerhat, Barisal og Bhola fortalte indbyggerne, om tusindvis af ødelagte strå- og jordhytter, oversvømmede områder, ødelagte fiskebåde, oprevne træer og væltede telefonmaster. Flodtransport, veje og jernbane blev også hårdt ramt. Cyklonen førte også til dannelsen af en fem meter høje flodbølge som ramte byerne Patuakhali, Barguna og Jhalakathi hvor omkring 700.000 mennesker bor. Repræsentanter fra myndighederne i hovedstaden Dhaka havde tidligt den 16. november ingen oplysninger om skader eller dødsfald som følge af flodbølgen. Ellers var samme dag 1.100 fiskere meldt savnet. Strømmen gik mange steder i Bangladesh og kommunikationsforbindelsen i afsidesliggende områder blev også brudt. Det er noget uklart nøjagtig hvor mange som omkom, som en direkte følge av Cyklonen. Myndighederne i Bangladesh anslog dødstallet til å være 667, men det bangladeshiske nyhedsbureau United News of Bangladesh har foreløbigt optalt over 2.000 omkomne.